# Мурашка-деревоточець блискучий
Мурашка-деревоточець блискучий (Camponotus fallax) — вид мурашок підродини Formicinae.

## Поширення
Вид поширений в Європі та Північній Америці.

## Опис
Королева завдовжки 9,5 — 11 мм. Колір тіла темно-коричневий або чорний, глянсовий. Щелепи, вусики, ноги коричневі. Вона зовні дуже схожа на найбільших робочих. Самець завдожки 6,5 — 7,5 мм. Колір тіла чорний, глянцевий. Щелепи, вусики, коричневі або червоні ноги. На животі, голові та тілі шерсть довга і рідкісна, іноді без волосків. Серед робітників існує кастовий поліморфізм. Є медсестри, збирачі і солдати. Забарвлення тіла чорне або темно-коричневе, блискуче. Тулуб трохи світліший решти тіла. На черевці найкраще видно бліді і рідкісні волоски. Щупи 12-сегментні. Щиткоподібний односегментний грифель. Солдати завдовжки 7-9 мм. Очі великі. Тулуб вужчий за голову. Потужні щелепи з 4-5 зубами. Ноги довгі, лише з декількома волосками.

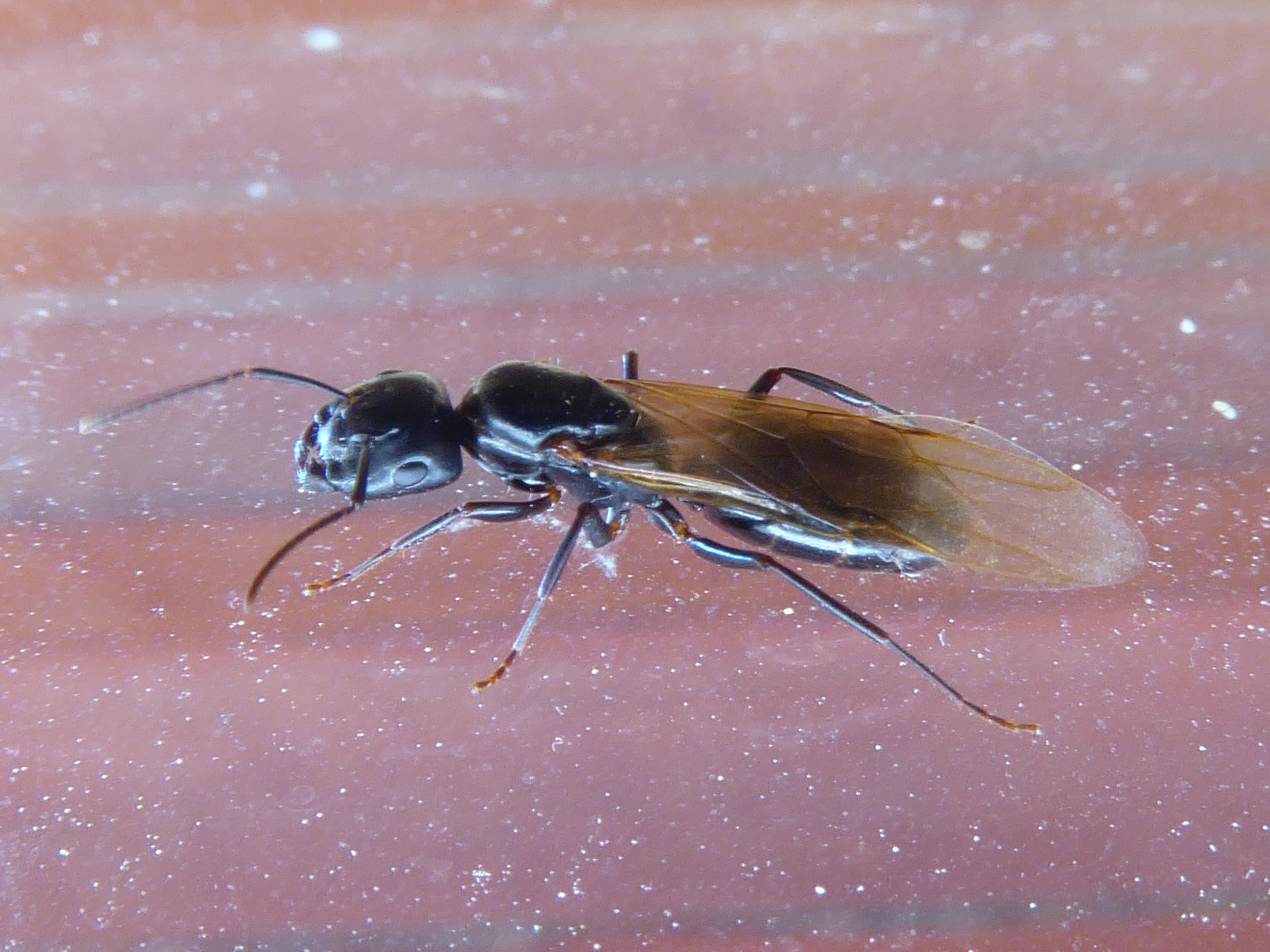
Королева
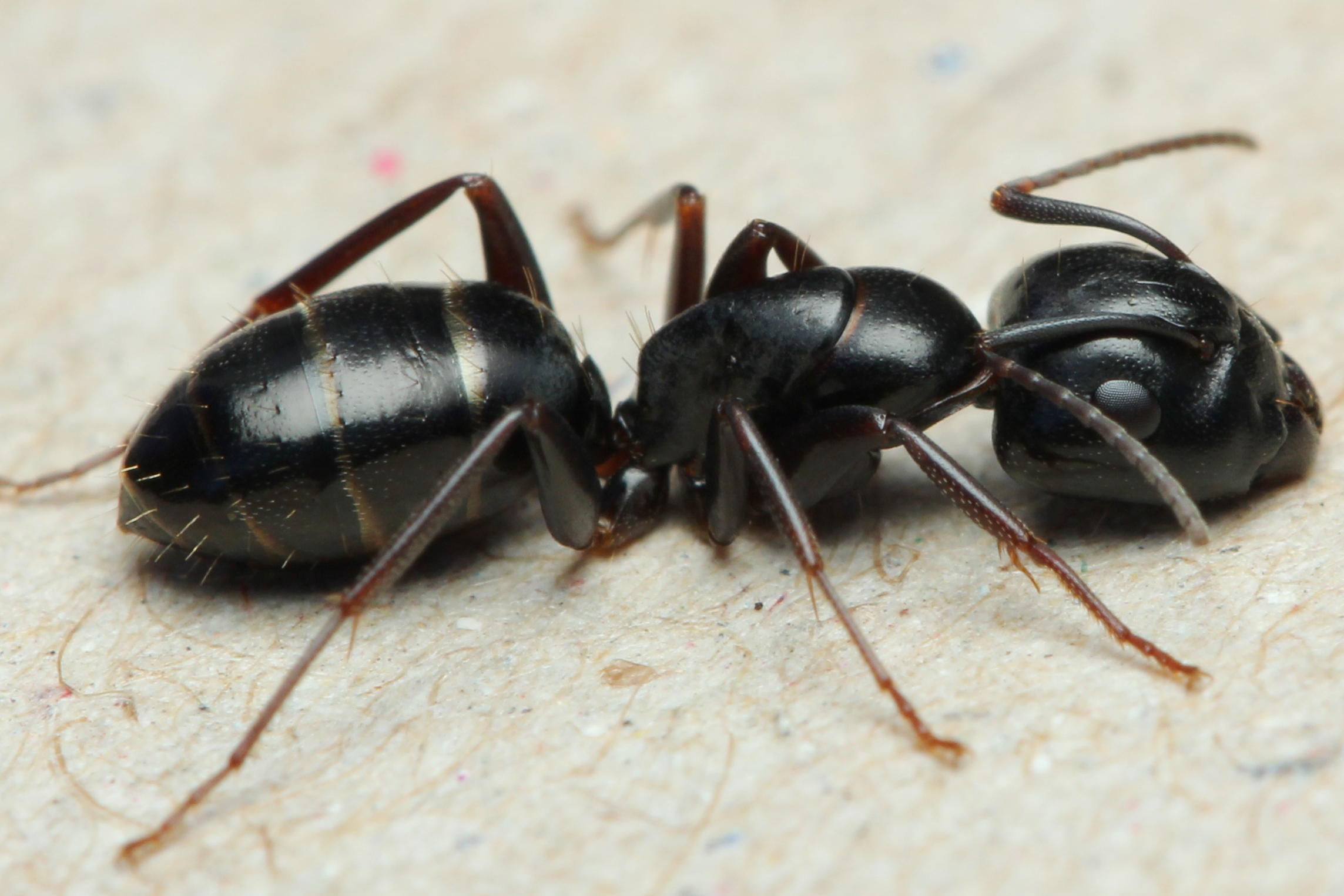
Робітник